# Mothakapalli, Mulbagal
Mothakapalli là một làng thuộc tehsil Mulbagal, huyện Kolar, bang Karnataka, Ấn Độ.